# Districtul Doi Luang
Doi Luang (în thailandeză ดอยหลวง) este un district (Amphoe) din provincia Chiang Rai, Thailanda, cu o populație de 19.356 de locuitori și o suprafață de 223,0 km².

## Componență
Districtul este subdivizat în 3 subdistricte (tambon), care sunt subdivizate în 31 de sate (muban).
| Nr. | Nume       | În thailandeză | Sate | Locuitori |  |
| --- | ---------- | -------------- | ---- | --------- |  |
| 1.  | Pong Noi   | ปงน้อย          | 10   | 5,928     |  |
| 2.  | Chok Chai  | โชคชัย          | 11   | 8,793     |  |
| 3.  | Nong Pa Ko | หนองป่าก่อ       | 10   | 4,635     |  |